# Microcharon boutini
Microcharon boutini är en kräftdjursart som beskrevs av Boulanouar, Yacoubi, Messouli och Nicole Coineau 1995. Microcharon boutini ingår i släktet Microcharon och familjen Microparasellidae. Inga underarter finns listade i Catalogue of Life.